# Torre Roja (Turquía)
La Torre Roja (del turco: Kizilkule) es una torre situada en Alanya, Turquía. Terminada en el año 1226 por mandato del sultán Kaikubad I, es considerada un símbolo de la ciudad. Su arquitecto fue Ebu Ali Reha, orignario de Alepo, en Siria. Su nombre deriva del ladrillo rojo utilizado en sus muros.
Situada en la zona selyúcida de los muelles, se construyó con el objetivo de defender el puerto.

## Galería

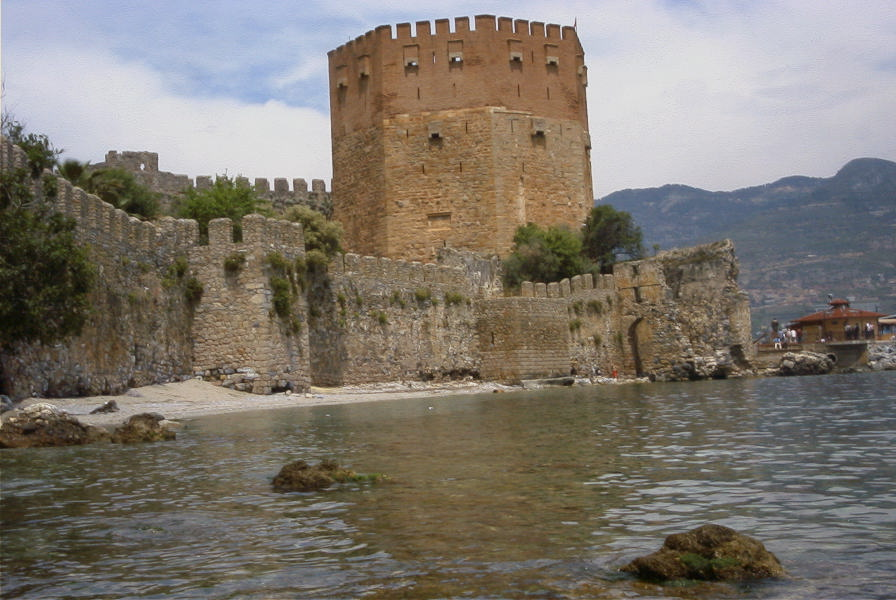
Panorámica de la Torre
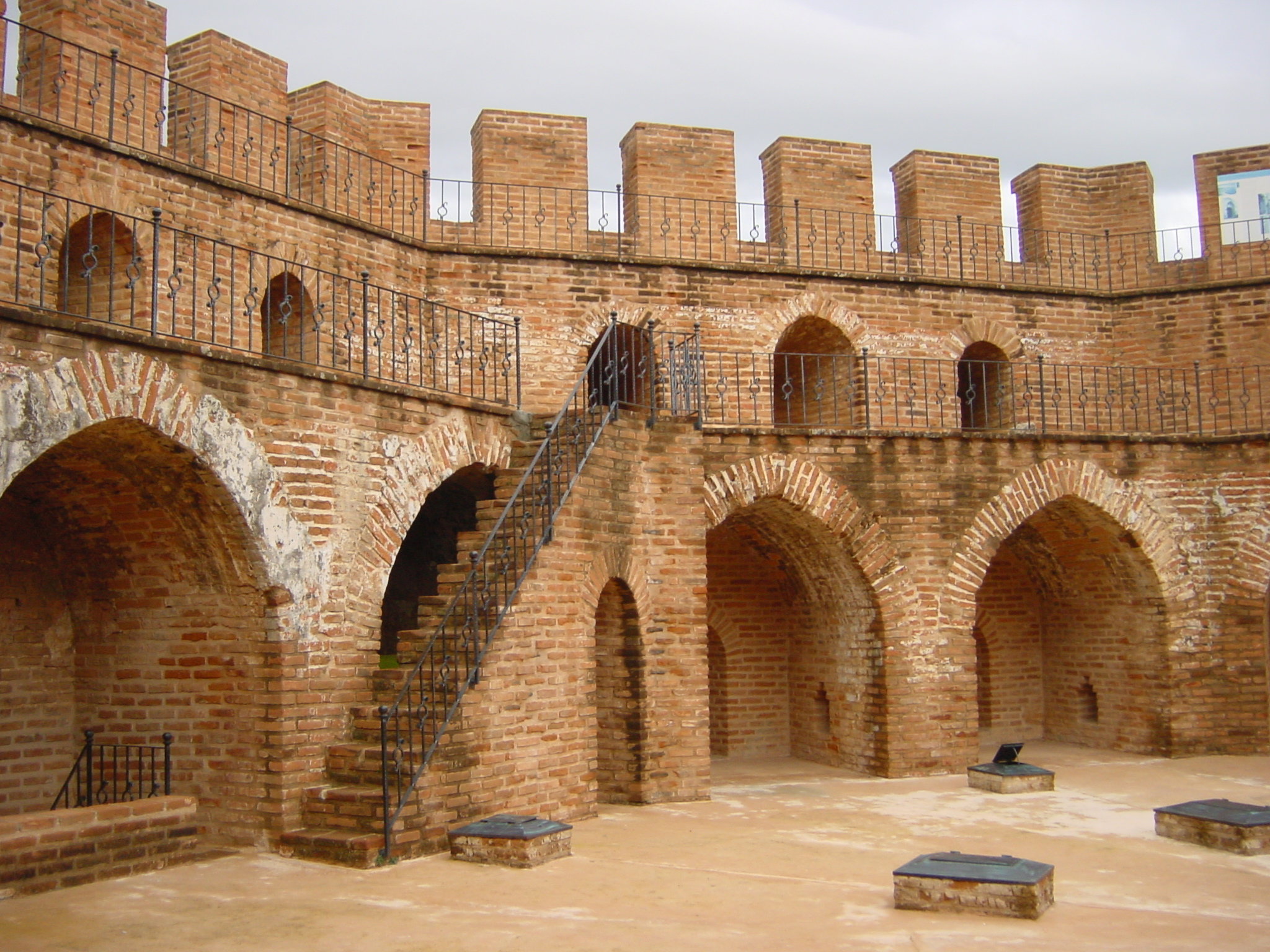
Vista interior
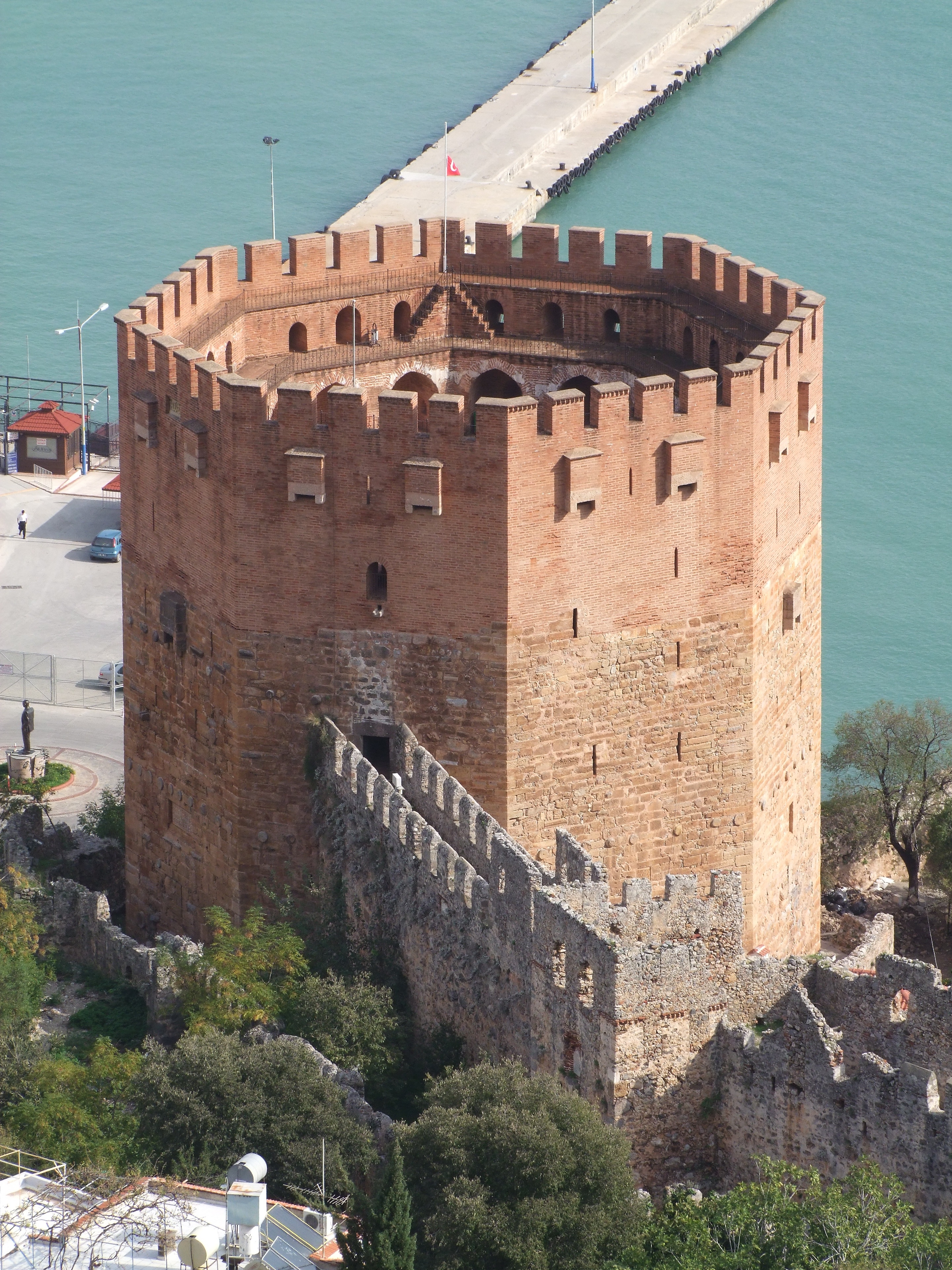